# Famille souche (Emmanuel Todd)
 (octobre 2017).
La famille souche selon Emmanuel Todd  est un type de système familial, un ensemble de valeurs religieuses, politiques, économiques ou encore morales, portées par une société organisée selon le modèle familial à héritier unique (transmission préciputaire). Il s'agit donc d'une extension dans une perspective holiste du concept descriptif et empirique de famille souche tel qu'habituellement utilisé par les historiens, ainsi que par les ethnologues et les anthropologues sous le terme de système à maison.

## Historique
La famille souche est un type de système familial défini au XIXe siècle par l'ingénieur Frédéric Le Play dans ses monographies familiales sur les ouvriers en Europe, et caractérisé par la prépondérance accordée socialement à l'entité résidentielle et économique, appelée souvent maison, au détriment des individus qui la composent. La perpétuation temporelle et économique de cette entité étant prioritaire, elle ne peut être divisée lors d'un héritage et implique donc une succession unique (souvent à l'aîné, mais pas nécessairement) ce qui entraîne un différentialisme dans le traitement des membres d'une fratrie. Ce concept a été redécouvert par les historiens de la famille dans les années 1960, puis rapproché de celui de maison établi par Claude Lévi-Strauss dans les années 1970. Les deux termes apparaissent aujourd’hui comme deux formulations d’un même concept, le « principe de résidence », souvent opposé au « principe de parenté ». Pour autant, les historiens de la famille et des sociétés rurales en Europe restent en général fidèles à la filiation intellectuelle de Le Play et font peu référence à Lévi-Strauss, même lorsqu'ils emploient le terme de « maison » au lieu de « famille souche », comme G.Augustins.
Reprenant ce concept dans la filiation leplaysienne, l'historien et démographe Emmanuel Todd l'a popularisé auprès du grand public à partir des années 1980 dans ses ouvrages portant sur les systèmes familiaux et leur influence sur les idéologies et les systèmes politiques dans le monde: La Troisième Planète (1983), L'Enfance du monde (1984), L'Invention de l'Europe (1990) et Le Destin des immigrés (1994).
L'approche de Todd, qui analyse la société comme un tout dont les parties (les individus) agissent selon le déterminisme inconscient de leur système familial d'origine, constitue une rupture radicale par rapport à l'individualisme méthodologique très largement dominant dans les sciences humaines et sociales depuis la fin du XXe siècle. Cela explique, sur le plan méthodologique au moins, le relatif isolement de Todd en matière d'étude de la famille dans la communauté des sciences sociales, et les nombreuses critiques qui lui sont adressées,

## Caractéristiques
- les relations entre parents et enfants sont de type autoritaire : marquée par le respect du père et la perpétuation des valeurs morales par la cohabitation de plusieurs générations,
- la mère a une certaine autorité au sein de l'entité familiale,
- les relations successorales entre frères sont de type non égalitaire. Un seul enfant, généralement l'aîné, succède au père et fait fructifier le patrimoine (domaine agricole, entreprise...). Cependant, dans certaines régions, une sœur peut recevoir l'essentiel de l'héritage même en présence d'enfants mâles. Les enfants héritiers restent au foyer familial. Pour ceux qui ne le sont pas, le système reste souple. Ils peuvent rester s'ils sont célibataires ou bien s'ils sont mariés sans avoir les moyens de créer leur propre foyer. Une bonne part des enfants non héritiers quittant le foyer se mettent au service d'autres personnes ou de la communauté : église, armée, administration, enseignement...
- la recherche d'un conjoint se situe principalement hors du groupe familial ou clanique, toutefois l'endogamie peut être tolérée (Japon),
- le nombre d'enfants reste limité, une fois obtenue l'assurance d'un héritier désigné, de nouvelles naissances deviennent inopportunes. Il est plus important pour ce type familial de réserver le maximum de ressources pour la réussite de l'héritier : nourriture, études, mariage...

## Valeurs portées par la «famille souche»

### Valeurs religieuses
Les religions en opposition avec le catholicisme romain trouvent un terreau fertile dans le type familial souche et les zones d'alphabétisation de masse précoces. Dans la Réforme, l’homme ne peut assurer son salut sans l’aide de Dieu (principe d’autorité), on nie le libre-arbitre. Mais tous les hommes ne seront pas sauvés (principe d’inégalité). Le protestantisme classique se fonde sur la contradiction entre une métaphysique terrestre égalitaire et libérale et une métaphysique céleste inégalitaire et autoritaire. Dans les régions de famille souche où l'implantation de la Réforme a été contrariée s'est développé le catholicisme harmonique où les métaphysiques terrestre et céleste sont autoritaires et inégalitaires. Le protestantisme, le catharisme, l'église vaudoise et le judaïsme notamment joueront un rôle capital dans le développement économique et culturel de certaines régions à familles souche.

### Valeurs politiques
Le type familial souche favorise l’instauration de régimes politiques de type social-démocratie et démocratie chrétienne, où la puissance du père est transférée respectivement à l’État et à l’Église. C'est une organisation structurée et disciplinée (principe d’autorité) qui accepte la société telle qu’elle est, sans contestation majeure (principe d’inégalité entre les frères), tout en œuvrant pour améliorer les conditions de vie sociale. Ce type familial exalte sa différence, son ethnocentrisme et son attachement aux liens du sang. L'épisode du national-socialisme en Allemagne en est un exemple extrême. Le type familial souche a un potentiel culturel particulièrement élevé. L'alphabétisation de masse s'est étendue en Europe par contagion à partir de régions dominées par la famille souche à savoir un axe Suisse alémanique-Suède. On peut se reporter aussi à l'alphabétisation précoce du Japon. Le type familial souche privilégie les valeurs collectives au détriment parfois des individus. L’État peut y devenir imposant grâce à l’identification collective à la patrie au sein de laquelle tous les membres sont unis par les liens du sang et dans le respect de l’ordre établi. Le développement de l'État-providence a été précoce dans les pays de famille souche: la sécurité sociale a été introduite en Allemagne par Otto von Bismarck près d'un siècle avant d'être généralisée dans toute l'Europe.  

### Valeurs économiques
Le type familial souche privilégie les valeurs collectives et une certaine planification mais n'ignore pas les règles de l’économie de marché dont l’État accepte le développement. Les marchés sont organisés pour favoriser l’esprit d’entreprise, l’investissement et l’épargne. Le  capitalisme rhénan est fondé sur une réussite collective dans une vision à moyen ou à long terme. L’activité bancaire est au service de l’économie réelle. L’État est incité à limiter les déficits budgétaires avec une banque centrale indépendante polarisée sur le seul contrôle de l’inflation.

## Implantation
Selon Emmanuel Todd, la famille souche correspond à moins de 10 % de la population mondiale et un quart de la population en Europe, selon des chiffres de 1983.
La « famille souche » est présente : 
- dans une zone germano-scandinave et sa périphérie: en Allemagne, Alsace, Autriche, Frioul-Vénétie Julienne en Italie, Ouest de la Norvège, Luxembourg, intérieur des Pays-Bas, Suède, sud-ouest de la Finlande, Suisse germanophone, Tchéquie, parties de la Hongrie[7] ;
- dans une zone celtique: Nord de l'Écosse, Irlande[7];
- dans une zone occitane-nord-ibérique, avec la particularité d'être aussi très influencée par l'universalisme romain et d'avoir été au centre de la civilisation des troubadours qui s'est répandue en Europe: Asturies, Pays basque, Cantabrie, partie nord de l'Aragon, de la Navarre et de la Catalogne, Occitanie, Pays de Savoie, Galice (le nord-ouest de l'Espagne ayant des influences celtes relatives), nord-ouest du Portugal[7] ;
- dans le sous-continent indien, autour de l'ancien pôle de la civilisation de l'Indus: certains peuples dont sont notamment issus les Gitans[réf. nécessaire] ;
- en Asie, autour de l'ancien pôle de la Chine confucéenne: on la trouve au Japon avec une endogamie plus forte, en Corée, au Tibet[8].
- Sur la plupart des petites îles de la mer Égée (mais pas sur les grandes îles comme l'Eubée, la Crète ou Chypre).

## Origines et développement
Selon Emmanuel Todd, la famille souche de diverses régions européennes se développe à partir de la fin du Moyen Âge. Au sein de l'aristocratie, ce système familial apparaît à la fin du XIe siècle, et dans la paysannerie de certaines régions vers la fin du XIIIe siècle. La famille souche d'Irlande est un cas à part, car elle n'a commencé à se développer qu'après la grande famine irlandaise ; auparavant, la répartition égale des terres entre les enfants mâles prédominait en Irlande. La famille souche des Alpes de France et de la vallée du Rhône est également un cas particulier. Elle ne s'est développée qu'à partir de 1600 environ, et ce développement était imparfait et incomplet. 
Dans le croissant fertile, la famille souche a commencé à se développer aux environs de 2500 ans av. J.C., autour de Sumer, tandis que dans les anciennes civilisations indiennes et chinoises, ce système est apparu aux environs de 1900 av. J.-C. et 1100 av. J.-C. environ. La famille souche a commencé à être remplacée par la famille communautaire en Inde, en Chine et dans la Mésopotamie avant le début de l'ère chrétienne, et à l'époque médiévale il ne restait que quelques vestiges de ce système familial dans ces trois régions du monde. Entre la paysannerie de Corée et celle du Japon, la famille souche a commencé à se développer aux environs de 1400 apr. J.-C., mais dans le cas du Japon, la classe aristocratique reposait sur ce système dès la fin du XIIIe siècle.
Selon Emmanuel Todd, la famille souche était également traditionnellement dominante parmi les peuples autochtones de Bornéo, les Khasi et les Garo de Meghalaya, les Sikhs du Punjab, les Nambudiri Brahmin, les Tibétains et les Ladakhi, les ethnies thaïes du Vietnam , les indigènes d'Océanie (comme les Maoris), les Paiwan et les Rukai de Formosa, les Ifugao des Philippines, une partie des Shan, les Li de Hainan, les Tamouls de Sri Lanka, les peuples autochtones de la côte nord-ouest du Pacifique et parmi de nombreux peuples africains, en particulier dans la région des Grands Lacs et la région de la Grande Vallée du Rift. Cependant, ces régions et ces ethnies ne sont pas aussi analysées par Emmanuel Todd.